# Anna Goos
Anna Goos (1627-1691) est la co-directrice de l'imprimerie Plantin à Anvers de 1674 à 1681. 

## Biographie
Anna Goos vient d'une famille aisée. À 18 ans, elle épouse Balthasar II Moretus, de douze ans son aîné. Ils ont douze enfants, huit ayant atteint l'âge adulte. À sa mort en 1673, elle prend la tête de l'entreprise. Elle devient ensuite co-directrice de l'imprimerie avec son fils Balthasar III Moretus.